# Guido Hinterseer
Pour les articles homonymes, voir Hinterseer.
Guido Hinterseer (né le 7 mai 1964 à Kitzbühel, Tyrol) est un ancien skieur alpin autrichien des années 1980.

## Palmarès

### Coupe du Monde
- Meilleur classement final: 23e en 1984.
- Meilleur résultat: 4e.